# تشيستر جي. أوسبورن
تشيستر جي. أوسبورن (بالإنجليزية: Chester G. Osborne)‏ هو كاتب وملحن أمريكي، ولد في 18 سبتمبر 1915 في بورتسموث في الولايات المتحدة، وتوفي في 26 ديسمبر 1987 في سنتر موريشيس في الولايات المتحدة.